# Luật trưng cầu dân ý về quyền tự quyết của Catalunya
Luật trưng cầu dân ý về quyền tự quyết của Catalonia (tiếng Catalunya: Llei del referèndum d'autodeterminació) là tên của một đạo luật của Catala điều chỉnh việc tổ chức cuộc trưng cầu độc lập Catalan vào ngày 1 tháng 10 năm 2017, một cuộc trưng cầu tự quyết định tự quyết về sự độc lập của Catalonia.

Luật này đã được Nghị viện Catalonia thông qua vào ngày 6 tháng 9 năm 2017, sau hơn 11 giờ thảo luận sôi nổi, với 72 phiếu ủng hộ từ liên minh cầm quyền độc lập ủng hộ (JxS và CUP-CC); phe đối lập CSQP đã bỏ phiếu trắng (10 phiếu) và 52 nghị sĩ đối lập khác rời khỏi phòng trước khi bỏ phiếu. Tòa án Hiến pháp Tây Ban Nha. đã tạm thời bị tạm đình chỉ vào ngày 7 tháng Chín.
Cuộc bỏ phiếu diễn ra trong chương trình nghị sự cho đến phút cuối cùng và được thông qua bởi Quốc hội Catalonia sau hơn 11 tiếng thảo luận sôi nổi, cuộc tranh luận của nghị viện ở Barcelona đã khiến căng thẳng căng thẳng khi người phát ngôn của cơ quan khu vực Carme Forcadell tuyên bố rằng một cuộc bỏ phiếu về dự luật sẽ được tiến hành trước khi pháp luật đã trải qua quá trình kiểm tra pháp lý thông thường.